# John Sutter
Johann (John) Augustus Sutter (Kandern, 15 februari 1803 – Washington D.C., 18 juni 1880) was een Zwitsers-Amerikaans pionier.

## Biografie
John Sutter vestigde zich in 1839 in Californië en bouwde een handelspost en fort in de Central Valley; Sutter's Fort vormde de basis voor de huidige hoofdstad Sacramento. In 1848 vond James W. Marshall, een werknemer van Sutter, goud bij het bouwen van een houtzagerij, wat de Californische goldrush in gang zette. Hoewel Sutter beroemd werd en een icoon is geworden in de Amerikaanse geschiedenis, mislukten zijn ondernemingen in het boomende Californië van de jaren 1850. Hij verloor zijn eigendommen in 1858 en verhuisde naar de oostkust, waar hij jarenlang tevergeefs om restitutie lobbyde.
Sutters naam leeft voort in het dorp Sutter, Sutter County en de Sutter Buttes.
- Bibliothèque nationale de France: cb15589460h (data)
- CiNii: DA08949092
- Gemeinsame Normdatei: 118757938
- Historisch woordenboek van Zwitserland: 029855
- International Standard Name Identifier: 0000 0000 8380 1807
- Library of Congress Control Number: n50011320
- Bibliotheek van het Japanse parlement: 00621533
- Nationale Bibliotheek van Tsjechië: jn20000701746
- Nationale bibliotheek van Australië: 35892423
- Nationale Bibliotheek van Israël: 987007463620405171
- Nationale Bibliotheek van Polen: a0000001186891
- Nederlandse Thesaurus van Auteursnamen: 100835724
- SNAC: w6c8276b
- Système universitaire de documentation: 123719593
- Trove: 1134416
- Virtual International Authority File: 47557656
- WorldCat: E39PBJtGYhJkHjfTqWyXXfW4bd